# Proteinia
Proteinia is een geslacht van vlinders van de familie snuitmotten (Pyralidae), uit de onderfamilie Pyralinae.

## Soorten
- P. cartatalis Klunder van Gijen, 1912
- P. pallifrons Snellen, 1890